# Johannes von Köln (Heiliger)

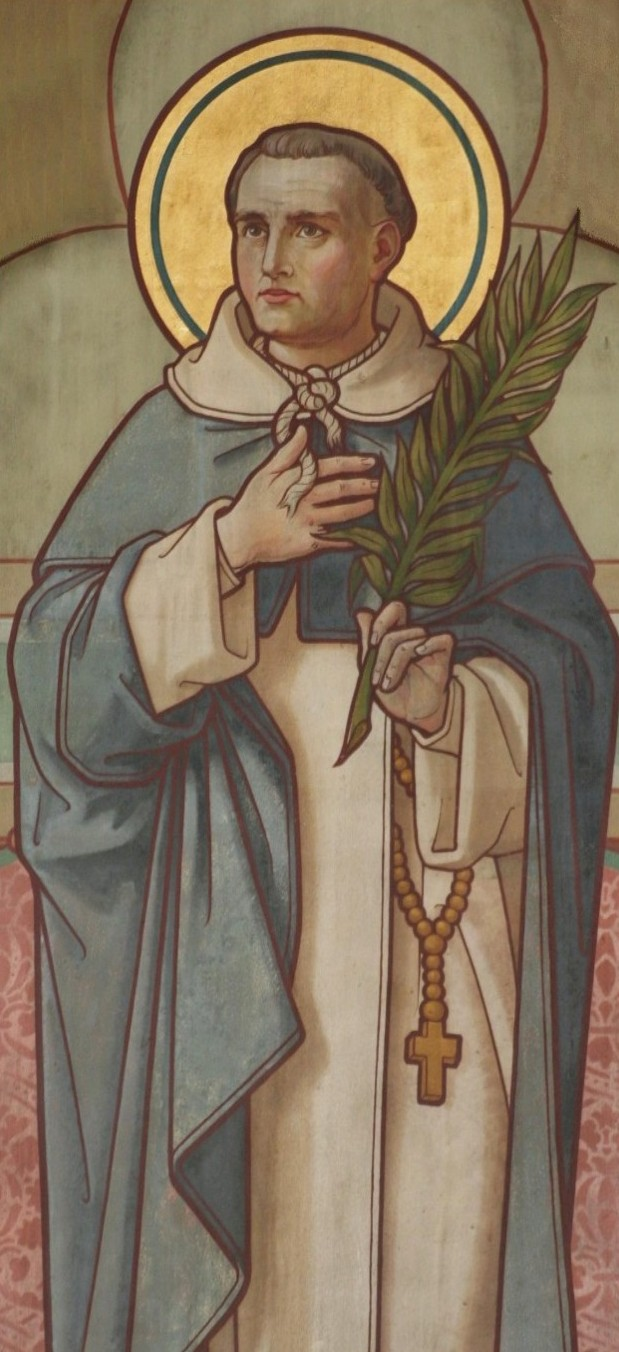
Der heilige Johannes von Köln, Märtyrer von Gorkum: Wandgemälde in der Kirche Maria van Jesse, Delft.

Johannes Heer, genannt Johannes von Köln (geboren Anfang des 16. Jahrhunderts in Köln; gestorben 9. Juli 1572 in Brielle) war ein Dominikaner und katholischer Priester im niederländischen Hoornaar vor und zur Zeit des Achtzigjährigen Krieges und ist ein Heiliger der katholischen Kirche.
Im April 1572 konnten aufständische niederländische Truppen zunächst die Stadt Brielle und in Folge die Provinzen Holland und Zeeland vom spanischen König erobern. Dabei wurden Johannes und andere angetroffene katholische Geistliche in Gorkum festgenommen und nach Brielle gebracht. Sie wurden verhört und ihnen wurde die Freiheit in Aussicht gestellt, wenn sie von ihrem Glaubensbekenntnis und der Treue zur katholischen Kirche Abstand nehmen würden, was sie aber auch unter Folter nicht taten. Johannes von Köln wurde am 9. Juli 1572 zusammen mit den Prämonstratensern Adrian Jansen und Jakob Lacoupe, elf Franziskanern, einem Augustiner und vier Diözesanpriestern gehängt.
Am 24. November 1675 sprach Papst Clemens X. diese Gruppe als Märtyrer von Gorkum selig und am 29. Juni 1867 wurden sie von Papst Pius IX. heiliggesprochen.